# Jan Działyński (1590–1648)
Jan Działyński herbu Ogończyk (ur. 1590, zm. 11 marca 1648 w Pokrzywnie) – wojewoda chełmiński od 1647, starosta pokrzywnicki, pucki i kowalewski, dworzanin królewski w 1628 roku.

## Życiorys
Jeden z czołowych polityków Prus Królewskich pierwszej połowy XVII w., poseł na sejm, rzecznik ograniczenia politycznego uprawnień miast pruskich, obrońca odrębności Prus Królewskich.
Urodził się około 1590 r. Był synem Stanisława i Heleny z Plemięckich, a bratem Michała Erazma biskupa kamienieckiego, Stanisława kasztelana gdańskiego i Mikołaja. Razem z braćmi Stanisławem i Michałem w 1602 r. został uczniem Kolegium Jezuitów w Braniewie. Po skończeniu edukacji udał się na dwór króla Zygmunta III Wazy.
Obrał drogę kariery wojskowej, uczestniczył w wojnach z Rosją i Szwecją. Dał się na nich poznać jako dobry dowódca. W 1620 r. sejm powołał go na członka wojennej rady przybocznej, przydatnej hetmanowi Chodkiewiczowi na czas wojny z Turcją. Przebywał w oblężonym Chocimiu. W 1624 r. stany pruskie postulowały o nagrodę dla Działyńskiego w związku z zasługami militarnymi. W 1626 r. oddano mu w dzierżawę dochodową ekonomię Rogozińską.
Poseł województwa chełmińskiego na sejm warszawski 1626 roku. Podczas wojny ze Szwecją z lat 1626–1629 prowadzonej w Prusach Królewskich stał na czele chorągwi husarskiej. W 1628 otrzymał starostwo puckie zwolnione po śmierci Jana Wejhera. Była to forma nagrody za dotychczasowe zasługi, ale wiązało się to z obowiązkiem obrony wybrzeża przed desantem wojsk szwedzkich. Poseł na sejm 1631 i 1632 roku z województwa chełmińskiego. Był elektorem Władysława IV Wazy z województwa pomorskiego w 1632 roku. W 1635 roku decyzją Władysława IV został zobowiązany do pomocy przy modernizacji okrętów królewskich oraz utrzymywania ich załóg.
W planowanej na 1646 r. wojnie z Turcją Działyński miał uczestniczyć ze swym oddziałem wojska, na skutek powszechnego sprzeciwu nie doszło jednak do królewskiej wyprawy przeciw Turcji.
Działyński był także wpływowym i aktywnym politykiem. W 1616 r. był posłem na sejm z województwa chełmińskiego, należąc do grupy najaktywniejszych posłów. W latach 1632–1646 wielokrotnie był marszałkiem sejmiku generalnego pruskiego. Wykorzystując bezkrólewie 1632, wspólnie z Pawłem Działyńskim dążył do przekształcenia sejmiku województwa pomorskiego w generalny, a w razie niepowodzenia tego planu do zwoływania co trzeciego generału w jednym z miast województwa pomorskiego.
Działyński był negatywnie nastawiony do Gdańska i Torunia i dążył do zmniejszenia znaczenia politycznego tych miast. Podczas sejmu elekcyjnego w 1632 r. atakował wielkie miasta pruskie za uciskanie katolików i domagał się ukarania Gdańska i Torunia. Będąc marszałkiem sejmików generalnych, zawsze naciskał posłów miejskich, żeby wyrażali zgodę na płacenie większych podatków. Podczas debaty na sejmie 1637 r. nad sprawami morskimi wzywał do rozbudowy floty polskiej, godził się nawet na przekazanie na ten cel starostwa puckiego. Popierając morskie plany Władysława IV, miał na uwadze także zmniejszenie roli Gdańska. W 1638 powołany w skład komisji mającej ustanowić cło morskie. W toku prac komisji popadł znów w ostry konflikt z Gdańskiem.
Poseł województwa chełmińskiego na sejm koronacyjny 1633 roku. Poseł sejmiku generalnego pruskiego na sejmy ekstraordynaryjne 1634, 1635 i 1642 roku. Poseł na sejm ekstraordynaryjny 1637 roku z sejmiku kowalewskiego. Poseł na sejm zwyczajny 1635 roku, sejm zwyczajny 1637 roku, sejm 1638 roku, sejm 1639 roku, sejm 1641 roku, sejm 1642 roku, sejm 1645 roku.
Wybierano Działyńskiego nie tylko posłem na sejmy, ale też wiele razy deputatem do radomskiego trybunału skarbowego. Był nim w 1627, 1629, 1633 i 1637 r., reprezentując województwo chełmińskie.
Działyński troszczył się o stan gospodarczy powierzonych mu starostw. W puckim zasiedlał nowe tereny sprowadzając kolonistów z Pomorza Zachodniego. W 1619 uzyskał przywilej dla Olendrów osiadłych w starostwie pokrzywnickim, a w 1634 r. wystarał się o zgodę na prowadzenie melioracji w tymże starostwie.
W początku 1647 otrzymał nominację na wojewodę chełmińskiego, w kwietniu 1647 złożył przysięgę senatorską. W maju 1647 r. brał udział w obradach sejmu. W październiku 1647 r. wraz z senatorami pruskimi, przedstawicielami szlachty i posłami wielkich miast uczestniczył w Toruniu w spotkaniu z Władysławem IV. Król potwierdził przywileje prowincji, w zamian za co wpłaciła ona do skarbu królewskiego 100 tys. złotych polskich.
Był znany z porywczego charakteru, często wdawał się w rozmaite procesy sądowe (z Wejherami, Krokowskimi, a nawet z chłopami starostwa puckiego).
Odznaczał się gorliwością religijną. Występował w obronie katolików w miastach pruskich. Odrestaurował i wyposażył zniszczone w czasie najazdu szwedzkiego kościoły w Okoninie i Rogoźnie. W farze grudziądzkiej wzniósł kaplicę rodową. Ufundował kolegium jezuickie w Grudziądzu, zapisując w 1641 r. na jego potrzeby dobra Jabłonowo oraz klasztor benedyktynek w Grudziądzu.
Dwukrotnie wchodził w związki małżeńskie, najpierw z Anną Kuczborską, a w 1617 z Justyną Knutówną, wdową po wojewodzie chełmińskim Ludwiku Mortęskim. Nie miał potomstwa.
Jan Działyński zmarł w Pokrzywnie 11 marca 1648 r. Został pochowany przy południowej ścianie kościoła pod wezwaniem św. Mikołaja w Grudziądzu.